# Margareta Winberg

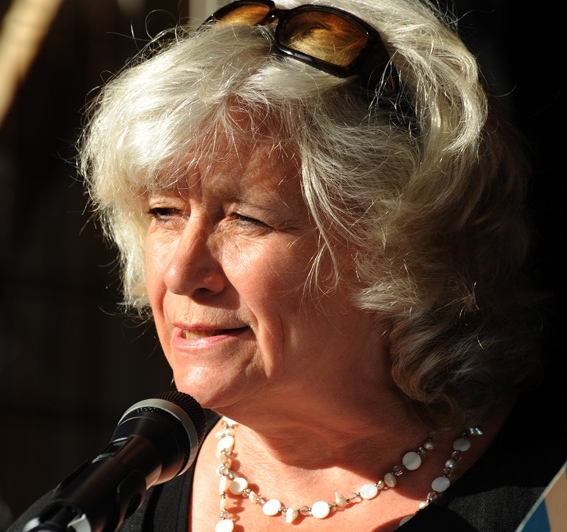
Margareta Winberg (2013)

Gun Margareta Winberg, geborene Gustafsson (* 13. August 1947 in Sjuntorp (seit 1971 Teil der Gemeinde Trollhättan)), ist eine schwedische Politikerin. Sie ist Mitglied der Sveriges socialdemokratiska arbetareparti und arbeitete von 1969 bis 1979 als Volksschullehrerin. 1981 wurde sie erstmals in den Reichstag gewählt, dem sie bis 2003 angehörte. Hier war sie von 1981 bis 1994 Mitglied des Umwelt- und Landwirtschaftsausschusses, ab 1992 dessen Vorsitzende. Von 1994 bis 1996 war sie Landwirtschaftsministerin in der Regierung Carlsson III und ab 1996 Ministerin für Arbeitsmarktfragen in der Regierung Persson. Von 1998 bis 2003 war sie Gleichstellungsministerin, ab 2002 zugleich stellvertretende Ministerpräsidentin.
Nach dem Ausscheiden aus der Regierung war sie von 2004 bis 2007 schwedische Botschafterin in Brasilien. Seit 2017 ist sie Mitglied der Kirchenleitung (kyrkostyrelsen) der Schwedischen Kirche.
Winberg gehörte zum EU-kritischen Flügel ihrer Partei. Bei der Volksabstimmung über den Beitritt zur Europäischen Union 1994 stimmte sie mit Nein. Nach einem Interview, das sie 2005 dem schwedischen Dokumentarfilm The Gender War gab, wurde sie zu einer kontroversen Figur in der öffentlichen Debatte. Im zweiten Teil des zweiteiligen Dokumentarfilms sprach sich Winberg nachdrücklich für den radikalen Feminismus von Eva Lundgren aus und forderte, dass Hochschulen feministische Theorien als Tatsachen lehren sollten, um die Gesellschaft zu verändern.